# Aurora Fernández Polanco
Aurora Fernández Polanco (1954) es una crítica del arte española y Profesora Emérita en el Departamento de Historia del Arte Contemporáneo, Facultad de Bellas Artes, de la Universidad Complutense de Madrid. 

## Trayectoria
Aurora Fernández Polanco se doctoró en Historia del Arte, por la Universidad Complutense de Madrid, y es profesora titular así como catedrática acreditada (por la Aneca) en la Sección de Historia del Arte III, que corresponde al arte Contemporáneo. Es muy conocida en el mundo artístico por sus artículos, conferencias  así como por la organización de cursos y seminarios.
Es editora de la revista Re-visiones.
Ha sido miembro de los equipos de investigación sobre “Representaciones de la violencia y el mal en el arte y la cultura contemporánea” y sobre “Arte y Política: Argentina, Brasil, Chile y España, 1989-2008”. Dirige el proyecto titulado: “Imágenes del Arte y reescritura de las narrativas en la cultura visual global”.
Trabaja sobre los cambios en la apreciación del arte actual. Y escribe asimismo sobre los problemas que ligan el arte al testimonio y la memoria; en suma con memoria y visualidad.
Ha comisariado diversas exposiciones: "La visión impura. Fondos del Museo Nacional Centro de Arte Reina Sofia", MNCARS, Madrid, 2006; "Alois Beer: un viaje en 3D por la España de 1900", en Valladolid y Salamanca, 2007; "Mireia Sentis: Fotografías 1983-2008", Madrid, CBA, 2008; Art Santa Mónica, Barcelona 2009, con"Eva Lootz. A la izquierda del padre". 2010.

## Libros
- Arte Povera, Nerea, 1999.
- La Distancia y la Huella: para una antropología de la mirada, Cuenca , UIMP / Diputación Provincial, 2001, catálogo y dirección de la Exposición. Editado junto con Josu Larrañaga).
- “Visión y mirada: De Baudelaire a Warhol” en ACTO, Revista de pensamiento artístico, nº 0,  2001, Universidad de La Laguna, Tenerife.
- Sobre algunas metáforas psicoanalíticas en la estética contemporánea, Madrid, 2002; ed. por Salvador Alemán y Nicolas Caparrós.
- "Visión y Modernidad. De Baudelaire a Warhol", en ACTO, revista de pensamiento artístico, nº 0, 2001, Universidad de La Laguna, Tenerife.
- La Comunidad y la Memoria. Una lectura de Boltanski, La Balsa de la Medusa, Madrid, 2000
- "Memoria, Historia, Montaje y Representación”, en La Memoria Pública, UNED, Colección Educación permanente, Madrid, 2002, editado por Sagrario Aznar.
- Formas de mirar en el arte actual, Madrid, Edilupa, 2004.
- “Shoah y el debate Lanzman (Moisés)/Godard (San Pablo) Lanzmann (Moisés)" en Er, Revista de Filosofía, Nº 33, Barcelona, 2004.
- Historia, montaje e imaginación: sobre imágenes y visibilidades en Imágenes de la violencia en el arte contemporáneo, Madrid, La Balsa de la Medusa, 2005; ed. Valeriano Bozal.
- “Otro mundo es posible ¿qué puede el arte?” en Estudios Visuales, 4, 2007.
- Cuerpo y mirada: huellas del siglo XX, Madrid, MNCARS, 2007, ed.
- "Basilio Martin Patino: Espejos en la niebla", Madrid, CBA, 2008; Directora y editora del Catálogo de la Exposición.
- “Pensar con imágenes: historia y memoria en la época de la googleización” en Arte y Política: Argentina, Brasil, Chile y España, 1989-2004, Madrid, Editorial Complutense, 2010.
- “Voir Basilio Martin Patino avec Georges Didi-Huberman” en T.Davila y P. Sauvanet (eds.), Devant les images. Penser l’art et l’histoire avec Georges Didi-Huberman, París, Les presses du réel, 2011.
- “Crítica visual del saber solitario”, Bilbao, Editorial Consonni, 2019.

## Enlaces
- Datos: Q30900950